# Liselotte Herrmann
Liselotte Herrmann, detta Lilo (Berlino, 23 giugno 1909 – Berlino, 20 giugno 1938), è stata un'antifascista tedesca, combattente della resistenza comunista nella Germania nazista.
Fu la prima donna ad essere condannata a morte da un tribunale nazista e fu giustiziata nella prigione di Plötzensee nel 1938.

## Biografia
Nacque a Berlino in una famiglia di classe media e ricevette un'educazione liberale. Suo padre, l'ingegnere Richard Hermann, fu costretto a spostarsi più volte per lavoro. Nel 1929 completò gli esami per l'Abitur con un saggio sulla tragedia Erode e Mariamne di Friedrich Hebbel. Dopo il liceo, inizialmente pensò di diventare una pittrice grazie all'influenza di Käthe Kollwitz, ma il padre fu contrario e la convinse a diventare una chimica; fu così che entrò a lavorare come assistente di laboratorio in una fabbrica del settore per preparare i suoi studi in chimica. Nello stesso anno la sua famiglia si trasferì a Stoccarda, dove frequentò l'Istituto Tecnico.
Durante gli studi fu influenzata dalle idee socialiste a Francoforte, entrò a far parte della Lega Socialista degli Studenti (in tedesco Sozialistischer  Schülerbund, SSB), della Lega della Gioventù Comunista di Germania (Kommunistischer Jugendverband Deutschlands) nel 1928 e fu anche membro della Lega degli Studenti Rossi (Roter Studentenbund). Il 7 settembre 1930 fu multata di 30 Reichsmark per aver distribuito dei "volantini comunisti" a Esslingen durante il Campo Internazionale della Gioventù, dopo essersi rifiutata di consegnarli alla polizia. Si unì poi all'Opposizione Rivoluzionaria Sindacale (Revolutionäre Gewerkschafts-Opposition) nel 1931 e nello stesso anno divenne membro del Partito Comunista di Germania (Kommunistische Partei Deutschlands, KPD) a Stoccarda.
Nel 1931 si trasferì a Berlino per studiare biologia all'Università Humboldt, anche in questo ambiente si impegnò attivamente nel volontariato con il KPD e iniziò la sua formazione politica frequentando i corsi della Scuola Marxista del Lavoro (Marxistische Arbeiterschule ).

## Seconda guerra mondiale

### Resistenza

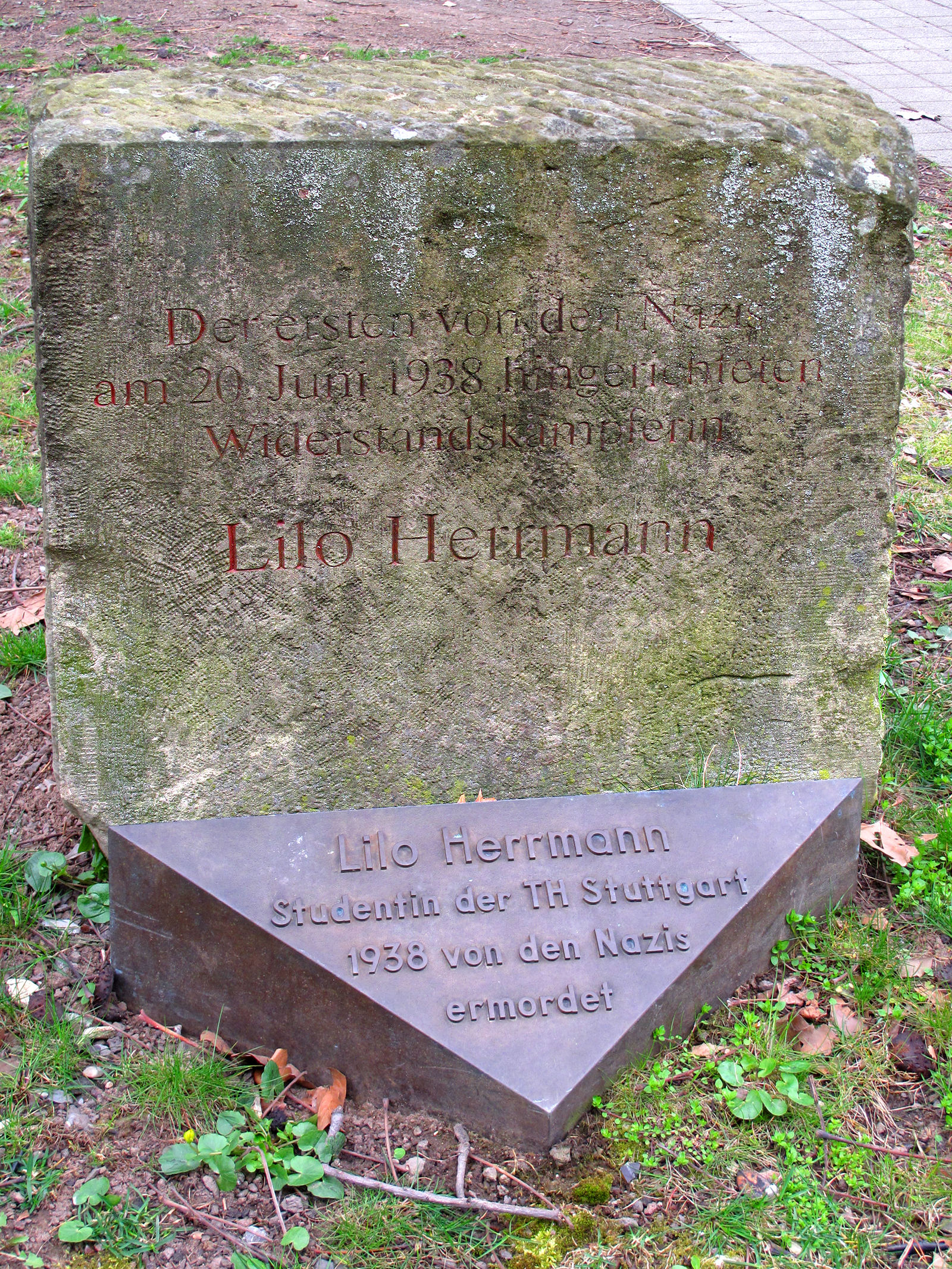
Pietra commemorativa realizzata nel 1988 da Herbert Göser.

Subito dopo la vittoria dei nazisti alle elezioni del 1933, il KPD fu messo fuori legge dopo il Decreto dell'incendio del Reichstag e formalmente bandito il 6 marzo 1933. Il terrore nazista aumentò bruscamente in particolare contro i loro oppositori. Come atto di resistenza, firmò la dichiarazione "Appello per la difesa dei diritti e delle libertà democratiche" insieme ad altri 111 studenti. L'11 luglio 1933 fu espulsa per motivi politici dall'università perché antifascista: da questo momento fu esclusa da tutte le università tedesche.
Lavorò illegalmente contro il governo e socializzò con la resistenza armata all'interno del KPD. Quando il KPD fu bandito nascose il funzionario del KPD Fritz Rau, anche lui combattente della resistenza, con il quale ebbe una relazione. Lavorò temporaneamente come tata e il 15 maggio 1934 nacque suo figlio Walter. Il padre del bambino rimase sconosciuto poiché si rifiutò di rivelarne l'identità: si è ipotizzato che il padre fosse l'amico Walter Ehlen o forse Fritz Rau, morto nello stesso mese mentre era sotto custodia della Gestapo nella prigione di Moabit. o il leader del distretto KPD del Württemberg Stefan Lovász.
Nel settembre 1934 si trasferì di nuovo a Stoccarda per stare con la famiglia e trovò lavoro come stenotipista presso lo studio di ingegneria del padre. Al suo arrivo e con l'aiuto di un amico, stabilì un contatto con il leader locale del KPD Stefan Lovász. Herrmann lavorò insieme a Diethelm Scheer per l'unità di intelligence del KPD con lo scopo di raccogliere documenti e prove del programma di riarmo illegale della Germania nazista. Mantenne questo collegamento tramite Josef Steidle, ma il suo più stretto collaboratore fu Adolf Butz, un assistente dell'Istituto di Geografia dell'Università Tecnica di Stoccarda, che a sua volta teneva i rapporti con molti altri oppositori nazisti.
Dalla fine del 1934 lavorò come assistente tecnico di Stefan Lovász, fino al suo arresto avvenuto nel 1935. Lavorando con il costruttore di barche e funzionario del KPD Josef Steidle e con il fabbro Artur Görlitz, ottenne le informazioni sul riarmo, riguardo a progetti segreti di armi, alla produzione di munizioni presso la fabbrica di aerei Dornier a Friedrichshafen e alla costruzione di una nuova fabbrica di munizioni sotterranea (Muna) vicino a Celle, tramite Eugen Beck, che era impiegato presso la società Stehle a Stoccarda. I documenti furono trasmessi all'ufficio del KPD in esilio istituito in Svizzera.

### Arresto, processo ed esecuzione

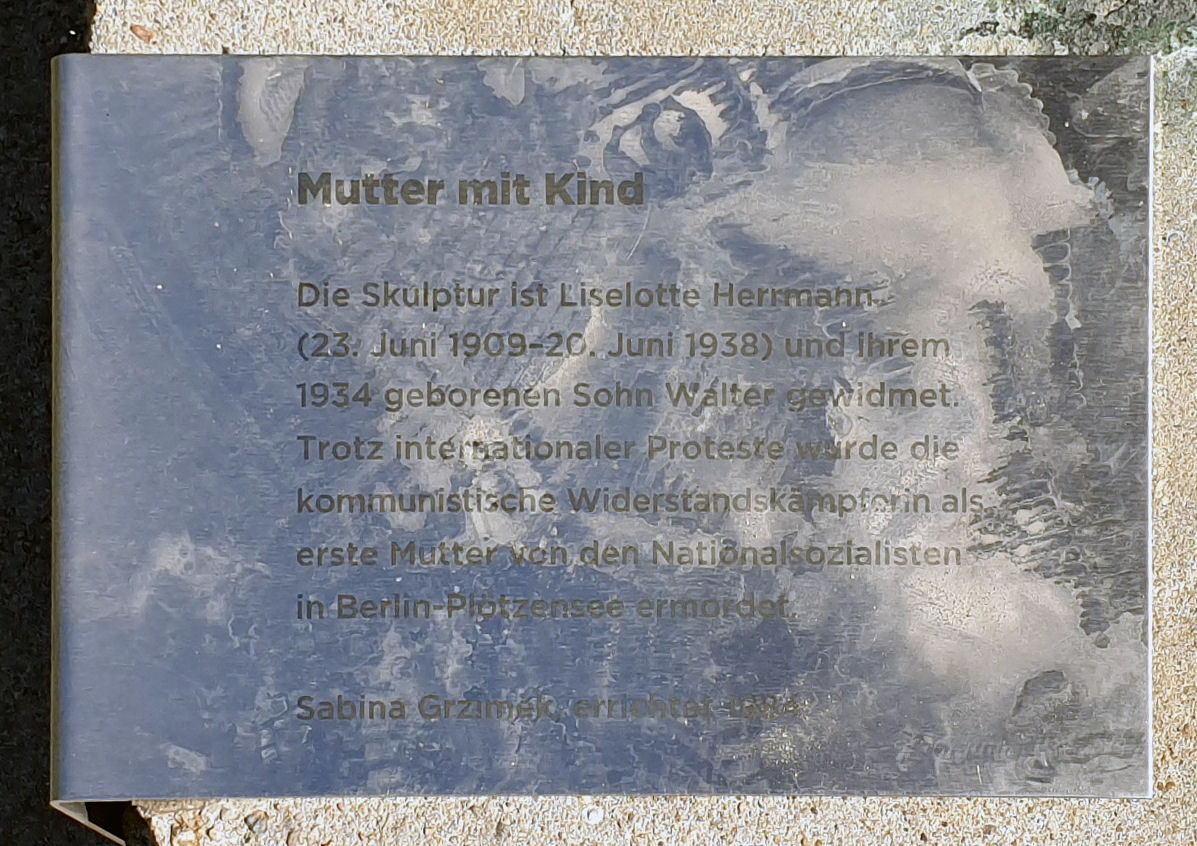
Targa commemorativa posizionata a Lichtenberg.

Il 7 dicembre 1935, Hermann fu arrestata nell'appartamento di famiglia. Durante la perquisizione, la Gestapo trovò una copia del progetto della fabbrica di munizioni nascosta dietro uno specchio, insieme a dei testi marxisti del KPD. Per tre mesi fu interrogata nella prigione della polizia di Stoccarda e dal febbraio 1936 fu tenuta per 19 mesi in custodia cautelare, mentre il figlio dovette essere accudito dai nonni. Accusati dal Tribunale del Popolo (Volksgerichtshof), Herrmann e Stefan Lovász, insieme ai funzionari del KPD Josef Steidle e Arthur Göritz, furono condannati a morte il 12 giugno 1937 per "concorso in tradimento e preparazione all'alto tradimento in circostanze aggravanti". La compagna di partito di Herrmann, Lina Haag, era detenuta nella cella di fronte a lei. Haag scrisse una lettera sulle sue esperienze, poi trasformata nel libro di memorie Eine Handvoll Staub pubblicato nel 1947.
Deportata a Berlino, dopo un altro anno nel carcere femminile di Barnimstrasse fu trasferita nella prigione di Plötzensee per l'esecuzione. Nonostante le proteste internazionali di molti Paesi, la petizione statunitense contenente 830.000 firme e la richiesta di clemenza presentata nel 1937 dalla sua famiglia, fu giustiziata con la ghigliottina il 20 giugno 1938. Lovász, Steidle e Göritz furono anch'essi messi a morte lo stesso giorno. I loro corpi non furono seppelliti ma furono consegnati al professore di anatomia Hermann Stieve dell'Ospedale universitario della Charité per le ricerche mediche.

## Memoriali

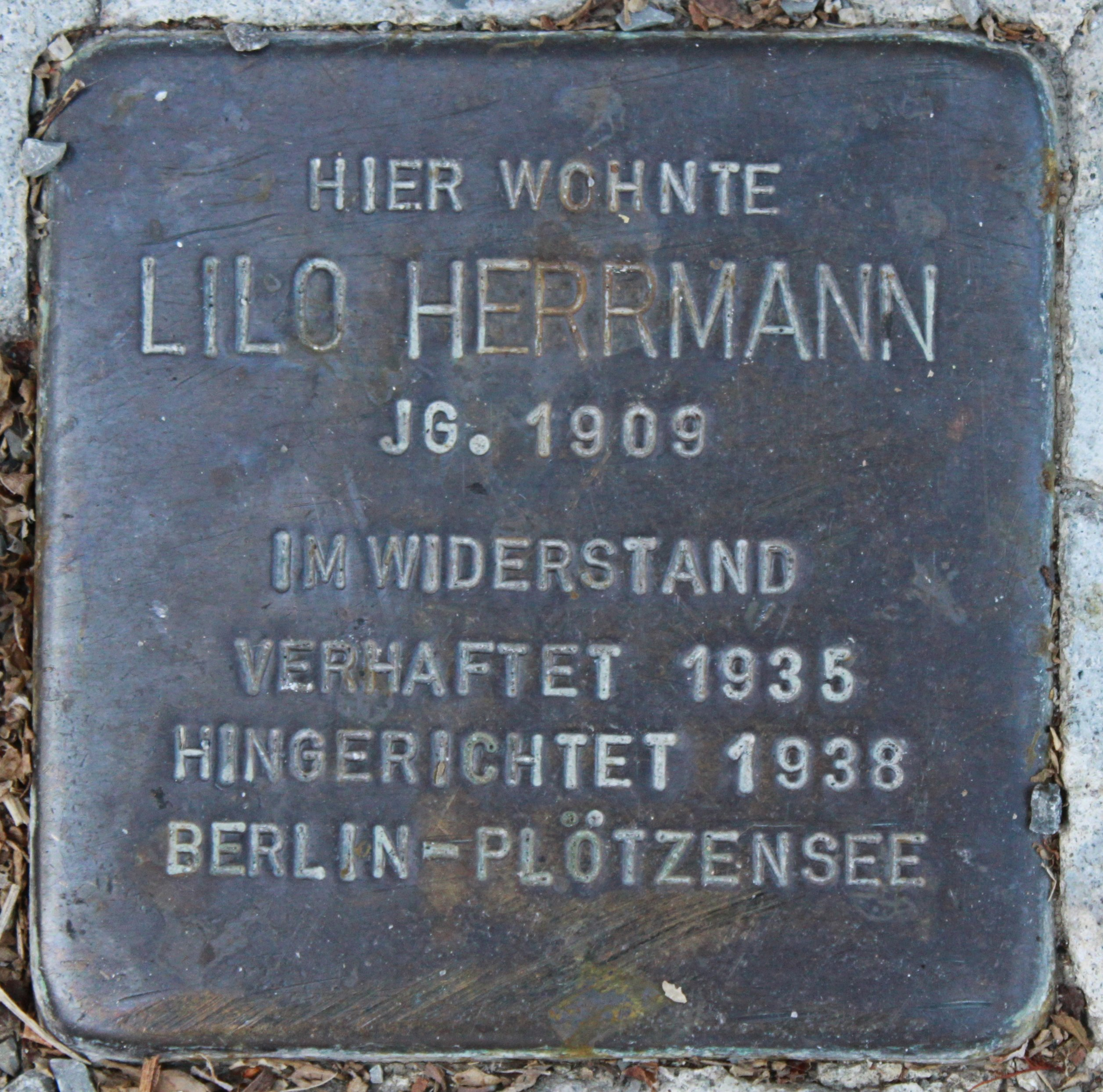
Pietra d'inciampo collocata nel 2008.

Nell'ex Germania dell'Est, le sono state intitolate molte scuole, strade e istituzioni, tra cui a Berlino, Neubrandenburg, Erfurt, Gera, Jena, Weimar e Chemnitz. In seguito le furono intitolate altre strade in Occidente, ad esempio a Kiel, Schwäbisch Hall e Vaihingen an der Enz. A Lipsia, un piccolo parco nella zona est della città porta il suo nome; a Francoforte c'è l'asilo nido "Lilo Herrmann" nella zona ovest della città. Dopo la riunificazione della Germania nel 1990, gran parte di queste intitolazioni furono cambiate con nuovi nomi per cancellare ogni riferimento al passato comunista.
In effetti, anche a Stoccarda, dove Herrmann compì gli studi, è stata una figura controversa. Negli anni '70, gli studenti dell'università cercarono di farle intitolare una nuova residenza, ma l'amministrazione universitaria si rifiutò. Nel 1987, il dibattito è ricominciato quando lo Stadtjugendring Stuttgart e l'Associazione dei Perseguitati del Regime Nazista - Federazione degli Antifascisti, avanzarono una nuova proposta per una targa commemorativa che è stata discussa nel consiglio comunale di Stoccarda e poi trasmessa all'università. Per esaminare la proposta fu formata una commissione che raccomandò di "mantenere e promuovere la memoria di Lilo Herrmann, ma di astenersi dal costruire un monumento destinato solo ad essa". Il 20 giugno 1988, degli ignoti dello Stadtjugendring di Stoccarda collocarono una semplice lapide in suo onore vicino al campus dell'Università di Stoccarda, suscitando grande scalpore. La Via Lilo Herrmann è stato il tributo riconosciuto dalla città, anche se è poco più di un vicolo cieco di 100 metri che consente l'accesso a dei parcheggi. Nel 2008, è stata posta una pietra d'inciampo a Stoccarda, vicino alla residenza dei suoi genitori.

### Approfondimenti
- (DE) Alfred Behr, Ein schwäbischer Streit der Historiker um ein Denkmal, in Frankfurter Allgemeine, n. 29, Frankfurter Allgemeine Zeitung GmbH, febbraio 1993,  p. 4.
- (DE) Willi Bohn, Stuttgart: Geheim! : Widerstand und Verfolgung 1933-1945, in Bibliothek des Widerstandes, Frankfurt, Röderberg, 1978, OCLC 220949353.
- (DE) Sigrid Brüggemann, Die Verfolgung der politischen Gegnerinnen und Gegner aus dem linken Spektrum, in Ingrid Bauz (a cura di), Die Geheime Staatspolizei in Württemberg und Hohenzollern, Stuttgart, Schmetterling Verlag, 2013,  pp. 165-195, ISBN 978-3-89657-138-0.
- (DE) Max Burghardt, Briefe, die nie geschrieben wurden Lilo Herrmann zum Gedächtnis, Berlin, Verl. Neues Leben, 1966, OCLC 720385727.
- (DE) Ditte Clemens, Schweigen über Lilo: die Geschichte der Liselotte Herrmann, Rostock, BS-Verl, 2003, ISBN 978-3-89954-013-0, OCLC 1289787939.
- Cristina Fischer, "Aber den Mut werde ich schon nicht verlieren" Das letzte Lebensjahr der Widerstandskämpferin Liselotte Herrmann (1909–1938) im Frauengefängnis an der Barnimstraße, in Werner Breunig, Uwe Schaper (a cura di), Berlin in Geschichte und Gegenwart: Jahrbuch des Landesarchivs Berlin 2021, Berlin, Mann, Gebr, 2022, ISBN 9783786128854.
- (DE) Siegfried Grundmann, Siegfried Grundmann: Lilo Herrmann und der Plan der Munitionsanlage Scheuen bei Celle, in Elke Scherstjanoi (a cura di), Jahrbuch für Forschungen zur Geschichte der Arbeiterbewegung, Berlin, 2010,  p. 139, ISSN 1610-093X (WC · ACNP).
- Luise Kraushaar (a cura di), Deutsche Widerstandskämpfer 1933–1945. Biographien und Briefe, Berlin, Dietz, 1970.
- Stephan Hermlin, Die erste Reihe, Berlin, Verlag Neues Leben, 1959, OCLC 1070620946.
- (DE) Karl Heinz Jahnke, Liselotte Herrmann, in Karl Heinz Jahnke (a cura di), Ermordet und ausgelöscht: zwölf deutsche Antifaschisten, Freiburg, Ahriman, 1995,  pp. 33-45, ISBN 3-89484-553-8.
- (DE) Lothar Letsche, Liselotte Herrmann, in Maria Magdalena Ruckert (a cura di), Württembergische Biographien : unter Einbeziehung Hohenzollerischer Persönlichkeiten, vol. 1, W. Kohlhammer, 2006,  pp. 106-108, ISBN 3170185004, OCLC 654247517.
- Lothar Letsche e Vereinigung der Verfolgten des Naziregimes Baden-Württemberg, Lilo Herrmann. Eine Stuttgarter Widerstandskämpferin, Stuttgart, Vereinigung der Verfolgten des Naziregimes, 1993, OCLC 1184064957.